# Mujeres de negro (telenovela)
Mujeres de negro es una telenovela mexicana producida por Carlos Moreno para Televisa en 2016 y transmitida por Las Estrellas. Es la adaptación de la serie finlandesa Black Widows creada en 2014.
Cuenta la historia de tres mujeres que deciden asesinar a sus maridos para ir en busca de nuevas aventuras.
Protagonizada por Mayrín Villanueva, Alejandra Barros, Ximena Herrera y Diego Olivera, y con las participaciones antagónicas de Arturo Peniche, Leticia Calderón, Bruno Bichir y Lilia Aragón. Cuenta además con las actuaciones estelares de Julieta Egurrola, Alexis Ayala y Lourdes Reyes y las actuaciones especiales de Mark Tacher y Francisco Gattorno.

## Sinopsis
Con una sonrisa en sus rostros, Vanessa, Jacqueline y Katia despiden a sus maridos en el muelle. Ellos suben al bote dispuestos a dar un paseo, pero minutos después, una explosión los hace estallar ante la mirada de sus mujeres.
Su plan no fue perfecto, pero el resultado fue como esperaban: ya no tendrán que soportar más sus infelices vidas al lado de esos hombres. Ahora son tres mujeres libres.
El matrimonio de Vanessa vivía en crisis constante desde que Julio comenzó a enredarse en negocios turbios y no sólo se acostumbró a engañarla y a mentirle, sino que además hizo que ella y Diego, el hijo de ambos, vivieran en constante peligro.
Jackie dejó de sonreír y se vio obligada a convivir día a día con el temor, consecuencia de los maltratos físicos y psicológicos de Lorenzo, quien dejó de ser su príncipe azul y se convirtió en su peor pesadilla, un hombre violento que no le mostraba respeto.
Katia no pudo soportar más el camino elegido por Nicolás, quien dejó de apreciar su vida y la ayuda que su esposa le ofrecía por estar sumergido en una asfixiante depresión que no sólo lo llevó a atentar contra sí mismo, sino también contra su mujer.
Su plan era que el horrible ‘accidente’ les abriera las puertas a una nueva vida, en la que pudieran volver a ser felices... pero cuando un policía descubre que en el bote había una bomba y comienza a buscar a los responsables, encuentra en ellas a las principales sospechosas.
En la investigación también están relacionados los laboratorios para los que Julio hacía entregas, una empresa cuya directora cuenta con el apoyo del jefe de la policía y está dispuesta a hacer lo que sea para que sus secretos permanezcan ocultos.
Ahora las tres mujeres tendrán que aprender a vivir con el miedo y la angustia surgidos por su crimen, el cual no fue perfecto y dejó vivos más problemas de los que ellas imaginan.

## Reparto
- Mayrín Villanueva - Vanessa Leal Riquelme Vda. de Zamora
- Alejandra Barros - Jacqueline Acosta Valente Vda. de Rivera "Jackie"
- Ximena Herrera - Katia Millán Salvatierra Vda. de Lombardo
- Diego Olivera - Patricio Bernal
- Arturo Peniche - Bruno Borgetti
- Leticia Calderón - Irene Palazuelos Mondragón
- Alexis Ayala - Julio Zamora Aldama
- Bruno Bichir - Zacarías Zaldívar
- Marcelo Córdoba - Eduardo Quijano "Edy"
- Mark Tacher - Nicolás Lombardo Suárez
- Francisco Gattorno - Lorenzo Rivera
- Lourdes Reyes - Rita Kuri
- Emmanuel Palomares - José Rivera
- Manuel Ojeda - Lic. Moreno
- Julieta Egurrola - Isabela Aldama Vda. de Zamora
- Lilia Aragón - Catalina Suárez Vda. de Lombardo
- Diego Escalona - Diego Zamora Leal
- Pedro Sicard - Arturo Castellanos
- Marco de Paula - Sandro
- Yolanda Ventura - Giovanna
- Issabella Camil - Miriam del Villar
- Jean Paul Leroux - Sebastián Lascuráin
- Lupita Lara - Tania Zaldívar
- Juan Ángel Esparza - Víctor Martínez
- Iván Caraza - Esteban
- Paola Real - Danna Quijano
- Adanely Núñez - Rebeca
- Arlette Pacheco - Elisa Sánchez
- Ricardo Franco - Rico
- Maite Embil - Carmen Salinas
- Jonathan Kuri - Alberto Ramos
- Sandra Kai - Ximena
- Jony Hernández - Ramírez
- Michel Gregorio - Érick Kuri / Érick Borgetti Kuri
- Luis Uribe - Antonio Benítez
- Susana Jiménez - Natalia
- Marco Uriel - Benjamín
- Maricarmen Vela - Aurora Mondragón Vda. de Palazuelos
- Polly - Angélica
- Ofelia Guiza - Roberta
- Juan Sahagún - Tomás Aguirre Monasterio
- Iván Bronstein - Marcial Mendoza
- Tina Romero - Genoveva Vda. de Bernal
- Juan Carlos Casasola - Joel
- Eduardo Liñán - Lizárraga
- Bea Ranero - Bárbara
- Socorro Bonilla - Directora del penal
- Alejandro Aragón - Gustavo
- Sebastián Llápur - Andrés
- Luis Gatica - Fiscal
- Héctor Sáez - Juez
- Archie Lanfranco - Saúl
- Luis Ernesto Sáenz - Genaro Bernal
- Derik Dean - Alfredo Mendoza

## Premios y nominaciones

### Premios TVyNovelas 2017[5]
| Categoría                         | Persona           | Resultado |
| --------------------------------- | ----------------- | --------- |
| Mejor serie                       | Carlos Moreno     | Ganador   |
| Mejor actriz protagónica de serie | Mayrín Villanueva | Nominada  |
| Mejor actor protagónico de serie  | Diego Olivera     | Ganador   |